# Grand Canyon - Il cuore della città
Grand Canyon - Il cuore della città (Grand Canyon) è un film del 1991 scritto e diretto da Lawrence Kasdan.

## Trama
Il film narra l'intreccio tra le vite di sei abitanti di una Los Angeles assediata e sul filo della disperazione.
La insolita amicizia nata tra Mack e Simon, due persone di estrazione sociale molto diversa, fa da fulcro alla storia.
Mack, salvato da Simon dall'aggressione da parte di una banda di teppisti, trova delle inaspettate affinità con questi, traendo forza dalla sua filosofia di vita.
Le storie parallele che si dipanano riguardano il grave ferimento del produttore di violenti B-movie, Davis, durante una rapina; del ritrovamento casuale da parte di Claire di una neonata abbandonata; della relazione che, grazie all'interessamento quasi casuale di Mack, nasce tra Simon e Jane; della infatuazione senza speranza per Mack da parte della sua segretaria Dee, risolta nella drammatica rapina sventata da un giovane poliziotto; della vita difficile di Deborah, sorella di Simon, e del figlio Otis nel quartiere violento dove abitano.
Questi frammenti di vita mostrano la disperata determinazione di sopravvivere nel mondo impazzito che avvolge i personaggi, e della forza che traggono dalla visita al Grand Canyon, placido emblema di pace e serenità.

## Curiosità
- Lawrence Kasdan compare nella scena in cui Davis esamina i giornalieri del film splatter che sta producendo.
- La scena in cui Mack viene quasi investito dal bus e salvato da una sconosciuta è ispirata da un fatto vero occorso a Kasdan.

## Slogan promozionali
- «In una città al limite, sei persone stanno per scoprire qualcosa di straordinario... gli altri.»

## Riconoscimenti
- Festival di Berlino 1992
  - Orso d'oro